# Альстремерієві
Альстремерієві (Alstroemeriaceae) — родина квіткових рослин порядку лілієцвітих (Liliales), що містить близько 254 видів, об'єднаних у 4 роди та поширених в Центральній та Південній Америці, в Австралії й Новій Зеландії. Багаторічні трав'янисті рослини. Листки сидячі, прості, цілі, розподілені вздовж стебла або в розетці на короткому стеблі. Квіти в суцвітті або рідко одиночні. Листочків оцвітини 6, вільні, у 2 завихреннях, внутрішні — часто коротші, ніж зовнішні. Тичинок 6. Плід сухий, шкірястий або рідко м'ясистий. Насіння круглої форми, з червоною саркотестою або без.